# Short Tucano
El Short Tucano es un avión de entrenamiento básico biplaza propulsado por un motor turbohélice. se trata de una versión del brasileño Embraer 312 Tucano, fabricado por Short Brothers bajo licencia en el Reino Unido, para la Real Fuerza Aérea, además también es usado por las fuerzas aéreas de Kenia y Kuwait.

## Diseño y desarrollo
El Short Tucano fue desarrollado por la compañía Short Brothers de Irlanda del Norte, con el fin de cubrir los requerimientos para reemplazar el Jet Provost como el entrenador básico para la RAF, establecidas en el Air Staff Target 412 (Objetivo del Mando Aéreo 412). Es una adaptación del Embraer EMB-312 Tucano, motorizado con un más potente motor turbohélice Garrett TPE331, en sustitución del Pratt & Whitney Canada PT6, con el objetivo de mejorar las prestaciones de ascenso.
Aparte de su diferente motorización, las otras diferencias entre el Short Tucano y el EMBRAER Tucano son:
- Fuselaje reforzado.
- Nuevo diseño de cabina similar al entrenador Hawk.
- Hélice cuatripala, en contraposición a la tripala del EMB-312.
- Frenos ventrales y puntas alares rediseñadas.
- Instalación de asientos eyectables Martin-Baker MB 8LC para ambos tripulantes.
- Nuevo sistema de oxígeno.
- Grabador de datos de vuelo de nuevo diseño.
- Cabina modificada.

El Tucano fue seleccionado en 1985, prefiriéndolo al Pilatus PC-9 suizo y al Hunting Firecracker británico. El primer Tucano motorizado con un Garrett voló en Brasil el 14 de febrero de 1986, y el primer avión de producción de Short voló el 30 de diciembre del mismo año. La decisión de reemplazar el motor PT-6 usado en el modelo EMBRAER por el Garrett TPE331-12B de 1100 shp y la protección de la cabina contra aves a las normas del Reino Unido (combinada con la instalación de asientos eyectables Martin-Baker) provocó una serie retrasos en la introducción de los aviones en servicio hasta 1989.

### Componentes
Leyenda:  Estados Unidos -  Reino Unido

#### Electrónica
| Sistema           | País                    | Fabricante   | Notas                           |
| ----------------- | ----------------------- | ------------ | ------------------------------- |
| Sistema de escape | Bandera del Reino Unido | Martin-Baker | Asiento eyectable modelo Mk.8LC |

#### Propulsión
| Sistema | País                      | Fabricante         | Notas          |
| ------- | ------------------------- | ------------------ | -------------- |
| Motor   | Bandera de Estados Unidos | Garrett AiResearch | 1 × TPE331-12B |

## Variantes
Tucano T1
Entrenador básico biplaza para la Real Fuerza Aérea. 130 ejemplares entregados.
Tucano Mk.51
Versión de exportación para Kenia. 12 ejemplares entregados.
Tucano Mk.52
Versión de exportación para Kuwait. 16 ejemplares entregados.

## Operadores

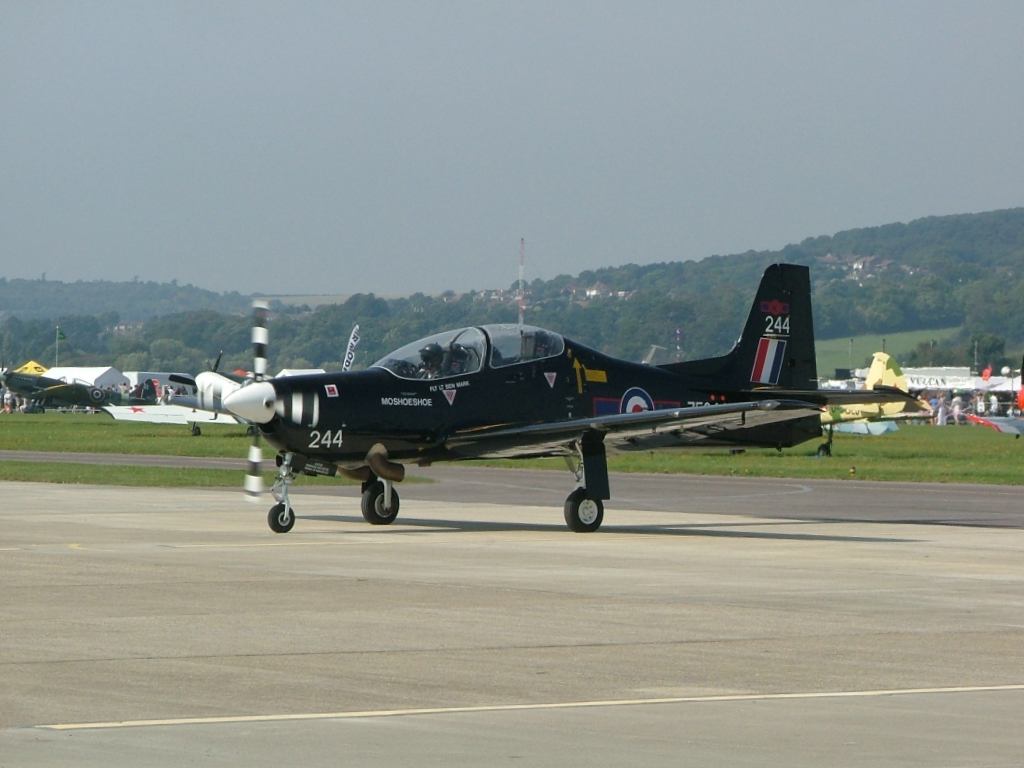
Short Tucano de la RAF en el aeropuerto de Shoreham en el año 2005.

Kenia
- Fuerza Aérea de Kenia

 Kuwait
- Fuerza Aérea de Kuwait

 Reino Unido
- Real Fuerza Aérea
- Empire Test Pilots' School

## Especificaciones (Tucano)
Referencia datos: Jane's All the World's Aircraft, 1988–1989  and Tucano T Mk 1 Aircrew Manual, 2015 

### Características generales
- Tripulación: Dos
- Longitud: 9,9 m (32,3 ft)
- Envergadura: 11,3 m (37 ft)
- Altura: 3,4 m (11,2 ft)
- Superficie alar: 19,4 m² (208,8 ft²)
- Perfil alar: NACA 632A-415 (raíz), 63A-212 (punta)
- Peso vacío: 2017 kg (4445,5 lb)
- Peso cargado: 3275 kg (7218,1 lb)
- Planta motriz: 1× turbohélice Garrett TPE331-12B.
  - Potencia: 858 kW (1183 HP; 1167 CV)
- Hélices: Hartzell de cuatro palas de aluminio, de velocidad constante, totalmente abanderable y reversible
- Diámetro de la hélice: 2,39 m
- Capacidad de combustible: 724 L

### Rendimiento
- Velocidad máxima operativa (Vno): 507 km/h (315 MPH; 274 kt) a 3000-4600 m (10 000-15 000 pies)
- Velocidad crucero (Vc): 407 km/h (253 MPH; 220 kt) a 6100 m (20 000 pies, crucero económico)
- Velocidad de entrada en pérdida (Vs): 80 km/h (50 MPH; 43 kt) (flaps y tren abajo, EAS)
- Alcance: 1665 km (899 nmi; 1035 mi) (5 h 12 min)
- Techo de vuelo: 10 000 m (32 808 ft)
- Régimen de ascenso: 17,8 m/s (3504 ft/min)
- Límites g: +7/-3,6
- Carrera de despegue para 15 m (50 pies): 524 m
- Distancia de aterrizaje desde 15 m (50 pies): 573 m

### Armamento
- Otros: Provisión para 454 kg de cargas en cuatro soportes subalares (pero no en los Tucano de la RAF)

## Aeronaves relacionadas

### Desarrollos relacionados
- Embraer EMB-312 Tucano
- Embraer EMB 314 Super Tucano

### Aeronaves similares
- FAdeA I.A. 73
- KAI KT-1 Woongbi
- T-6 Texan II
- PZL-130 Orlik
- Pilatus PC-7
- Pilatus PC-9

### Secuencias de designación
- Secuencia S._ (interna de Short, posterior a 1921): ← S.46 - S.47 - S.48 - S.312